# Hiszpańskie dziewczyny
„Hiszpańskie dziewczyny” ((ang.) Spanish Ladies) – piosenka szantowa.
Pieśń powstała prawdopodobnie przed 1796 rokiem, kiedy to wspomniano o niej w dzienniku okrętowym HMS Nellie. Geneza tytułu sięga okresu pomiędzy 1793 a 1796 rokiem, kiedy to flota angielska cumowała w dokach hiszpańskich portów. W okresie tym oba mocarstwa morskie były sprzymierzeńcami przeciw rewolucji francuskiej.
Polską wersję utworu wykonywał pierwotnie zespół Ryczące Dwudziestki (utwór otwierał debiutancką płytę zespołu – Live). W późniejszych latach piosenkę śpiewały również m.in. EKT Gdynia oraz Trzy Majtki. Polskie słowa utworu napisał Andrzej Mendygrał (z pomocą Grzegorza Wasielewskiego).
Melodia Spanish Ladies wykorzystana została również w piosence „Oliwska szanta”.

## Treść
Piosenka jest pożegnaniem wyśpiewywanym tytułowym hiszpańskim dziewczynom przez załogę statku handlowego odpływającego w stronę Wielkiej Brytanii. Marynarze, przez długie tygodnie żyjący wspomnieniami szczęśliwych chwil spędzonych w ramionach dziewcząt z hiszpańskich portów, opowiadają o swoim tułaczym życiu i zapowiadają, że któregoś dnia powrócą, by znów spotkać się ze swoimi ukochanymi.

## W literaturze i filmie
Piosenka była cytowana w wielu utworach literackich i adaptacjach filmowych m.in. została zacytowana w całości w noweli Poor Jack z 1840 roku, a w rozdziale 40 powieści Moby Dick była śpiewana przez bohatera. W 1975 roku pojawia się w filmie Szczęki – w amerykańskiej wersji zamiast Anglii wymienia się miasto Boston.